# Thee Temple Ov Psychick Youth
Thee Temple Ov Psychick Youth (TOPY), y que se traduce como «El Templo de la Juventud Psíquica», fue un grupo dedicado a la manifestación de conceptos mágicos que no poseen dioses asociado con la artista trans Genesis P-Orridge, pionera de la música industrial. TOPY también se centra en los aspectos mágicos y psíquicos del cerebro humano unidos a una «sexualidad sin culpabilidad». Fundada a principios en 1981. 
La banda Psychic TV es considerada la actividad más pública de TOPY. Un gran número de otras bandas y músicos están o estuvieron unidos estrechamente con TOPY, como: Marc Almond y Soft Cell, Coil, Throbbing Gristle, Psychick Warriors Ov Gaia, Skinny Puppy (durante la creación del álbum), Current 93.  